# Кредобанк
Кредобанк — украинский банк, основан в 1990 году, с главным офисом во Львове. На 100 % принадлежит крупнейшему государственному банку Польши PKO Bank Polski и является крупнейшей польской инвестицией в украинский банковский сектор. Сеть обслуживания Кредобанка составляет центральный филиал и около 102 отделений в большинстве областей Украины. Чистые активы по итогам 2018 составили 14 026, 6 миллионов гривен, по их размерам Кредобанк входит в двадцатку крупнейших банков Украины (17 место). Чистая прибыль за 2018 составил 130,2 миллиона гривен, по его размерам Кредобанк также вошел в двадцатку самых прибыльних банков Украины (12 место).
«Кредобанк» — член Ассоциации украинских банков, Украинского кредитно-банковского союза, Первой Фондовой Торговой Системы, Киевской межбанковской валютной биржи и международных платежных систем MasterCard Worldwide и Visa International, Фонда гарантирования вкладов физических лиц. ПАО «Кредобанк» входит в единую Всеукраинскую сеть банкоматов «Радиус», которая включает 24 банка-участника с более 2000 банкоматов по всей территории Украины.

## Показатели деятельности банка
Основные показатели «Кредобанк» на 2018 год .:
∙ чистые активы — 14 026, 6 млн гривен
∙ кредитный портфель (брутто) — 9 048,3 млн гривен
∙ средства физических лиц — 5 052,1 млн гривен
∙ средства юридических лиц — 5 242,5 млн гривен
∙ уставный капитал — 2 248,9 млн гривен
∙ прибыль — 130,2 млн гривен

## Руководство
Должность Председателя правления банка в разное время занимали:
- Степан Кубив, после возглавлявший НБУ
- Дмитрий Крепак
- Гжегож Шатковски (с 9 августа 2016)[2]